# هاري غراهام (سياسي)
هاري غراهام هو سياسي كندي، ولد في 26 ديسمبر 1921، وتوفي في 21 سبتمبر 2006.